# Jorge Carrascosa
Jorge Omar Carrascosa (ur. 15 sierpnia 1948 w Valentín Alsina) – argentyński piłkarz, grający podczas kariery na pozycji lewego obrońcy.

## Kariera klubowa
Jorge Carrascosa rozpoczął karierę w klubie CA Banfield w 1967. W 1970 przeszedł do Rosario Central. Z Rosario zdobył mistrzostwo Argentyny w turnieju Nacional 1971. W 1973 przeszedł do Huracánu Buenos Aires i występował w nim przez kolejne 7 lat.
Z Huracánem zdobył mistrzostwo Argentyny w turnieju Metropolitano 1973. Ogółem w latach 1967-1979 rozegrał w lidze argentyńskiej 427 meczów, w których strzelił 3 bramki.

## Kariera reprezentacyjna
W reprezentacji Argentyny Carrascosa zadebiutował w 1970. W 1974 został powołany na mistrzostwa świata. Na mundialu w RFN Carrascosa wystąpił w dwóch meczach z: Brazylią i NRD. Ogółem w barwach albicelestes wystąpił w 30 meczach, w których strzelił jedną bramkę.
Zrezygnował z udziału w mistrzostwach świata 1978 rozgrywanych w jego ojczystym kraju. Powodem były rządy Jorge Rafaela Videli. Dyktator kontrolował wówczas Argentynę i wraz ze swoimi pułkownikami wprowadził terror na terenie całego kraju. Mając na względzie popularność piłki nożnej chciał mieć także wpływ na wynik mundialu i poczynania reprezentacji Argentyny.